# Popești (gmina Dragomirești)
Popești – wieś w Rumunii, w okręgu Vaslui, w gminie Dragomirești. W 2011 roku liczyła 414 mieszkańców.